# Polikarpov I-5
Polikarpov I-5 là một loại máy bay tiêm kích hai tầng cánh một chỗ của Liên Xô, nó được sản xuất trong giai đoạn 1931-1936, khi không còn làm máy bay tiêm kích nữa nó được dùng làm máy bay huấn luyện. Sau Chiến dịch Barbarossa, hầu hết lực lượng của Không quân Xô viết (VVS) đã bị tổn thất nặng, những chiếc I-5 còn sót lại được trang bị 4 khẩu súng máy và rãnh gá bom, nó được dùng làm máy bay cường kích hạng nhẹ và ném bom ban đêm năm 1941. Đến năm 1942, nó bị thải loại, sau khi việc sản xuất máy bay của Liên Xô được khôi phục và các máy bay cường kích hiện đại hơn như Ilyushin Il-2 bắt đầu được trang bị.

## Quốc gia sử dụng
Liên Xô
- Không quân Xô viết
- Không quân Hải quân

## Tính năng kỹ chiến thuật ()
Gordon and Dexter Polikarpov's Biplane Fighters, p. 22

### Đặc điểm riêng
- Tổ lái: 1
- Chiều dài: 6,78 m (22 ft 3 in)
- Sải cánh: 10,24 m (33 ft 7 in) (cánh trên), 7,4 m (24 ft 3 in) (cánh dưới)
- Diện tích cánh: 21,3 m2 (229 sq ft)
- Trọng lượng rỗng: 934 kg (2.059 lb)
- Trọng lượng cất cánh tối đa: 1.355 kg (2.987 lb)
- Động cơ: 1 × Shvetsov M-22, 358 kW (480 hp)

### Hiệu suất bay
- Vận tốc cực đại: 278 km/h (173 mph; 150 kn)
- Tầm bay: 660 km (410 mi; 356 nmi)
- Trần bay: 7.500 m (24.606 ft)

### Vũ khí
- 2 khẩu súng máy PV-1 7,62 mm
- Bom 2: × 22-lb (10-kg)